# Illusion de Poggendorff

L'illusion de Poggendorff est une illusion d'optique baptisée ainsi en hommage au physicien Johann Christian Poggendorff qui l'a découverte en décembre 1860 à la suite d'un courrier de Johann Karl Friedrich Zöllner lui présentant l'illusion de Zollner.
Dans l'illustration ci-contre, notre cerveau perçoit mal l'interaction entre les lignes diagonales et la bande grise verticale. Une ligne noire est masquée par un rectangle gris foncé. La ligne bleue apparaît comme celle continuant la ligne noire alors qu'en réalité c'est la ligne rouge. 